# 歐美裔島民
歐美裔島民（日语：／）是指生活在日本小笠原群島的非日本人居民，他們在文化和基因上與大和人等其他日本民族不同，因為他們是眾多種族和民族的現代後裔，包括歐洲人、美國白人、波利尼西亞人和來自新喀里多尼亞的卡納克人，他們在18世紀已定居在母島和父島。戰前日本稱他們為歸化人，現在也沒他們實際人口。

## 歷史
第一次有記錄的人類登陸小笠原群島的事件發生在1830年，當時來自奧匈帝國拉古薩（今克羅地亞杜布羅夫尼克）的英國人馬泰奧·馬拉羅擔任總督，定居在父島。陪同他的是來自馬薩諸塞州的美國白人納撒尼爾·薩沃里、美國人約翰·米倫坎、英國人亨利·韋伯和查爾斯·羅賓遜，葡萄牙人約阿金·貢薩萊斯，大約20名夏威夷人（他們的個人名字沒有被記錄下來）。雖然薩沃里是美國人，但他的遠征是由英國軍隊委託的，使其成為英國的定居點。
當地人本以英語為日常用語，明治時代後日本人逐漸進入，他們也被同化改說日語小笠原方言。